# Pierre Mathieu-Bodet
Pierre Mathieu-Bodet, né à Saint-Saturnin (Charente) le 16 décembre 1816 et mort à Paris le 28 janvier 1911, est un avocat et homme politique français.

## Biographie
Mathieu-Bodet étudie le droit à Paris et est reçu docteur en 1842. En 1846, il achète une charge d'avocats aux conseils. Membre du conseil général de la Charente depuis 1845, il est élu, le 23 avril 1848, représentant de la Charente à l'Assemblée constituante. Il siège parmi les conservateurs, fait partie du comité des finances, et, après avoir obtenu sa réélection à l'Assemblée législative, le 13 mai 1849, dans le même département, le 1er sur 8, il désapprouve les décrets du 22 janvier 1852, relatifs aux biens des princes d'Orléans, et donne sa démission.
Il reprend ses travaux d'avocat à la Cour de cassation, et devient, en 1863, président de l'Ordre des avocats au Conseil d'État et à la Cour de cassation jusqu'en 1865. Mathieu-Bodet ne revient à la vie parlementaire qu'aux élections pour l'Assemblée nationale : le 8 février 1871, il est nommé représentant de la Charente, le 3e sur 7. Il prend place au centre droit. Plusieurs fois membre de la commission du budget, il s'occupe d'affaires plus que de politique pure, et parle spécialement sur les matières économiques.
Il est appelé, le 20 juillet 1874, à prendre la succession de Magne, comme ministre des Finances ; il conserve ce portefeuille jusqu'au 10 mai 1875. Il a adressé au président de la République un long rapport, qui est très remarqué, sur la situation financière, la nécessité d'impôts nouveaux et la révision du cadastre. Il négocie un nouveau traité avec la Banque de France au mois d'août et crée la Banque de l'Indochine, par décret du 21 janvier 1875. Il renforce également le monopole de l'État sur la fabrication des allumettes et fait voter une loi sur la conservation des registres hypothécaires.
Mathieu-Bodet se rapproche des républicains modérés sur la fin de la législature. Élu, le 20 février 1876, député de l'arrondissement de Barbezieux, il n'appartient à aucun groupe de la Chambre, opine généralement avec les « constitutionnels », et est un des onze députés qui s'abstiennent dans le scrutin d'où sort le vote de blâme et de défiance contre le ministère de Broglie-Fourtou (juin 1877). Il reste neutre pendant la période dite du « Seize-Mai », et ne se représente pas aux élections du 14 octobre.
Mathieu-Bodet est réélu, le 8 octobre 1871, membre du conseil général de la Charente pour le canton d'Hiersac ; il a été secrétaire de ce conseil de 1863 à 1870, et président de 1871 à 1874. Il est administrateur du Crédit foncier de France, censeur du Crédit industriel et commercial (CIC) depuis 1869 et membre du Cercle des chemins de fer. Il a collaboré à plusieurs revues de jurisprudence et notamment au Répertoire de Dalloz.

### Vie familiale
Il est fils de Mathurin Mathieu-Bodet, maire de Saint-Saturnin, et de Marie Maillochaud.
Mathieu-Bodet épouse Marie Lucie Vallade, dont il a :
- Hélène-Rose Mathieu-Bodet, épouse de Charles Gomel, économiste et maître des requêtes au Conseil d'État

## Publications
- La Réforme des impôts, 1880
- Les Marchés à terme et les jeux de bourse, 1881
- Les finances françaises de 1870 à 1878 : Volume 1, 1881
- Les finances françaises de 1870 à 1878 : Volume 2, 2008, 2012
- La Mission de la commission du budget de 1884, 1884
- Notice nécrologique sur M. Louis-Athénaïs Mourier, ex-directeur de l'instruction publique, 1889

## Sources
- « Pierre Mathieu-Bodet », dans Adolphe Robert et Gaston Cougny, Dictionnaire des parlementaires français, Edgar Bourloton, 1889-1891 [détail de l’édition]